# Carl Carlson Rides Again
«Carl Carlson Rides Again» (titulado «Carl Carlson monta de nuevo» en Hispanoamérica y «Carl Calson cabalaga de nuevo» en España) es el decimocuarto episodio de la trigésimo cuarta temporada de la serie de televisión de animación estadounidense Los Simpson, y el 742 en total. Se emitió en los Estados Unidos en Fox el 26 de febrero de 2023. El episodio fue dirigido por Mike Frank Polcino y escrito por Loni Steele Sosthand.
En este episodio, Carl aprende los orígenes de la hebilla de su cinturón después de cambiarla por ropa para una cita. El episodio recibió críticas positivas. Es el primer y único episodio en el que Lisa Simpson está ausente.

## Trama
Cuando Ned Flanders se rompe el brazo, Marge organiza a la gente del pueblo para que cocinen comida para él. Homer tiene la idea de fingir estar herido para que la gente cocine para él y sus amigos. Carl decide poner fin a su participación en el plan para adelgazar de cara a la temporada de bolos. Después de ponerse en forma, lleva un cinturón con una hebilla que representa a un jinete de toros para sujetarse los pantalones. Mientras juega a los bolos, conoce a una mujer llamada Naima. Deciden volver a quedar para una cita en el restaurante de ella.
Carl va a cortarse el pelo, pero le cuesta elegir el peinado. En la barbería se burlan de la hebilla de su cinturón. En la tienda de ropa, cambia la hebilla por ropa para su cita. En la cita, Naima le pregunta por su pasado y él inventa cosas para impresionarla. Ella se da cuenta de que está mintiendo y le dice que averigüe quién es. En casa de Moe, Carl dice que la hebilla del cinturón era el único objeto que tenía de sus padres. Los demás se sienten incómodos al hablar de los antecedentes de Carl, así que éste se marcha.
Homer y Carl deciden recuperar la hebilla del cinturón. Se enteran de que ha sido vendida al Tejano Rico, que se la vendió a Henry Louis Gates Jr. El Dr. Gates investiga los antecedentes de Carl y descubre que desciende de un esclavo que se hizo vaquero y que su padre era jinete de toros y ganó la hebilla como premio.
Carl decide montar un toro e invita a sus amigos y a Naima a verlo. Aunque sólo dura unos segundos, Naima se alegra de que Carl haya descubierto sus orígenes. Naima le dona sangre para que lo lleven al hospital por sus heridas.

## Producción
Los padres adoptivos de Carl fueron presentados en el episodio de la vigésimo cuarta temporada «La saga de Carl», y los productores quisieron explorar otra parte de sus orígenes. Después de escribir la temporada pasada «The Sound of Bleeding Gums», basado en la experiencia de su hermano sordo, Loni Steele Sosthand escribió este episodio basándose en su propia experiencia de lucha por la identidad como persona mestiza. Señaló que los vaqueros negros aparecían recientemente en Hollywood, como en Lawmen: Bass Reeves, producida por Taylor Sheridan. Para buscar información para el episodio, escuchó «The Black Cowboy Podcast». Alex Désert, que sustituyó a Hank Azaria como la voz de Carl, también se relacionó con la historia de Carl ya que es de ascendencia haitiana pero creció en un barrio judío. El escritor Henry Louis Gates Jr. apareció como él mismo. Le sorprendió que el episodio mencionara también su programa, Finding Your Roots. Dawnn Lewis pone voz a Naima.